# Huta Podłysica
Huta Podłysica is een plaats in het Poolse district  Kielecki, woiwodschap Święty Krzyż. De plaats maakt deel uit van de gemeente Bieliny en telt 590 inwoners.